# Aeolochroma perfulvata
Aeolochroma perfulvata là một loài bướm đêm trong họ Geometridae.